# Текстильщики (платформа)
Текстильщики (рос. Текстильщики) — зупинний пункт/пасажирська платформа Курського напрямку Московської залізниці, у складі лінії МЦД-2. Розташовано у Москві. Відкрита в 1894 році.
Є безпересадкове пряме сполучення на Ризький та Смоленський (Білоруський) напрямки.
Пасажирське сполучення здійснюють електропоїздами. Безпересадкове сполучення здійснюється (найвіддаленіші точки на грудень 2010 року):
- У напрямку від Царицино до станцій: Волоколамськ, Усово, Звенигород, Бородіно.
- У напрямку до Царицино зі станцій Рум'янцево, Звенигород, Усово.
- На південь у напрямку до/зі станції Тула-1 Курська.

Зупинний пункт має дві берегові платформи.
Час руху з Москва-Пасажирська-Курська — 15 хвилин.
Уздовж платформ із західного боку прямують дві колії сполучних ліній № 15, 16 з Малим кільцем МЗ, що примикають до даного напрямку на південь від на станції Любліно-Сортувальне.

## Пересадки
- Метростанції
  -  Текстильщики
  -  Текстильщики
- Автобуси: м77, м79, 54, 74, 161, 228, 234, 350, 405, 438, 530, 650, 703, 725, 731, с790, c799, 861, Вк, Вч, т27, т38, н5

## Цікавий факт
До 1925 року носила назву Чесменка (Чесменская).